# Eunidia duffyi
Eunidia duffyi là một loài bọ cánh cứng trong họ Cerambycidae.